# Hitomi (chanteuse)
Pour les articles homonymes, voir Hitomi (prénom).
hitomi, de son vrai nom Hitomi Furuya (古谷仁美), est une chanteuse pop et actrice japonaise. 

## Biographie
Née à Kawasaki, Kanagawa au Japon, Hitomi commence par poser dans des revues de modes. Sa rencontre avec le producteur Tetsuya Komuro lui permet d'entamer une carrière de chanteuse. En novembre 1994, elle sort son premier single Let's Play Winter chez Avex Trax, puis connait le succès avec ses disques suivants.
En 2007, elle est l'héroïne du film d'horreur Nightmare Detective (悪夢探偵, Akumu Tantei) de Shinya Tsukamoto
En 2009 la pochette de son album LOVE LIFE 2 (référence à son album culte) fait scandale car la chanteuse y apparaît nu et enceinte.
En 2011 elle change de label et peaufine son prochain album SPIRIT qui sort en avril et signe un virage musical vers un son plus electropop, avec ce disque elle proposera le SPIRIT TOUR, sa première tournée depuis près de 5 ans. 
En 2012 elle poursuit son voyage dans l'electropop avec l'album Moebius, ou l'artiste propose des sonorités encore plus dance/club avec l'utilisation de l'autotune sur plusieurs titres
En 2015 elle apparaît sur l'album de reprises en hommage au groupe globe en reprenant leur single "Anytime smokin' Cigarette" de 1997.
En 2019 elle propose une nouvelle version de son titre Love 2000 (renommé Love 2020), dans ce clip Hitomi voyage a travers plusieurs époques.

## Discographie

### Albums
- GO TO THE TOP (27/09/1995)
- By Myself (11/09/1996)
- Deja-vu (12/11/1997)
- Thermo Plastic (1999/10/13)
- LOVE LIFE (2000/12/13)
- Huma-Rhythm (2002/01/30)
- HTM TIARTROP FLES (2003/10/16)
- TRAVELER (2004/05/12)
- LOVE CONCENT (27.09.2006)
- LOVE LIFE 2  (2009.06.24)
- SPIRIT (27.04.2011)
- Moebius (10.10.2012)

Mini-Albums
- SPECIAL (30.11.2011)

Best Albums
- H (24.02.1999)
- SELF PORTRAIT (04.09.2002)
- Peace (05.12.2007)

### Singles
- Let's Play Winter (1994/11/28)
- WE ARE « LONELY GIRL » (1995/02/22)
- CANDY GIRL (1995/04/21)
- GO TO THE TOP (1995/07/26)
- SEXY (1996/02/28)
- In the future / Shinin' On (1996/05/22)
- by myself (1996/08/07)
- BUSY NOW (1997/04/09)
- problem (1997/06/11)
- PRETTY EYES (1997/10/01)
- Sora (1998/04/22)
- Progress (1998/12/02)
- Someday (1999/01/27)
- KIMINO TONARI / WISH / MADE TO BE IN LOVE (1999/06/16)
- there is... (1999/08/04)
- TAION (1999/10/06)
- LOVE 2000 (2000/06/28)
- MARIA (2000/09/20)
- KIMINI KISS (2000/11/08)
- INNER CHILD (2001/04/18)
- IS IT YOU？ (2001/08/22)
- I am / innocence (2001/10/24)
- SAMURAI DRIVE (2002/01/09)
- Understanding (2002/02/14)
- flow / BLADE RUNNER (2002/08/21)
- Hikari (2004/02/11)
- KOKORO NO TABIBITO/SPEED STAR (2004/04/28)
- Japanese Girl (2005/06/01)
- Love Angel (2005/08/24)
- CRA"G"Y☆MAMA (2005/11/23)
- GO MY WAY (10/05/2006)
- Ai no Kotoba (アイノコトバ)(13/09/2006)
- WORLD! WIDE! LOVE! (20.05.2009)
- Umarete Kurete no Arigatou / Smile World (16.02.2011)
- Teppen Star (18.12.2013)

### DVD
- 2000 : Nine clips
- 2001 : Nine clips 2
- 2001 : Live Tour 2001 Love Life
- 2002 : Nine clips + nine clips 2
- 2002 : Hitomi Live Tour 2002 huma-rhythm
- 2002 : Frozen in time
- 2004 : Hitomi live tour 2004 Traveler
- 2005 : Hitomi Japanese girl collection 2005 ～LOVE MUSIC，LOVE FASHION～
- 2006 : Hitomi Live Tour 2005 “Love Angel”

### Vidéo (VHS)
- 1997 : Nine clips
- 2001 : Nine clips 2
- 2001 : Live Tour 2001 Love Life